# Hooverdammen
Hooverdammen (engelska: Hoover Dam, tidigare Boulder Dam), är en dammbyggnad över Coloradofloden mellan USA-delstaterna Nevada och Arizona, 48 kilometer sydöst om Las Vegas. Kraftverksdammen är en 222 meter hög valvdamm av betong. Byggandet pågick från 1931 till 1936, under tiden för Den stora depressionen. Dammbyggnaden är uppkallad efter Herbert Hoover, som var USA:s president när det startade. Detta namnval var kontroversiellt. Dammbyggnaden invigdes 30 september 1935 av president Franklin D. Roosevelt. Den var då resultatet av en enorm arbetsinsats av tusentals arbetare och hade kostat mer än hundra människoliv. 
Den konstgjorda sjö som dammbyggnaden dämmer upp heter Lake Mead.
Ravinen Black canyon och den närliggande Boulder canyon hade utretts sedan ungefär år 1900 med avseende på möjligheten att anlägga en kraftverksdamm där. Dammen skulle säkra tillgången till vatten för städer och jordbruk i södra Kalifornien och Arizona. Den innebar också ett skydd mot översvämningar till följd av snösmältningen i Klippiga bergen som tidigare hotade boende längs floden. Även elproduktion var ett viktigt syfte. Projektet beslutades av Kongressen år 1928. Ett konsortium som kallades Six Companies, Inc. fick uppdraget och arbetet påbörjades i början av 1931. Ingen hade tidigare uppfört en så stor betongkonstruktion och tekniker som användes var oprövade. Det torra och heta vädret på platsen och bristen på samhällsfunktioner innebar också stora svårigheter för projektet. Men den färdigbyggda dammen överlämnades till de federala myndigheterna 1 mars 1936, vilket var 2 år tidigare än planerat. 
Kraftverket har genom sin produktion av elektricitet haft stor betydelse för utvecklingen inte minst i Las Vegas. Effekten är numera 2 080 MW. Det är den största uppdämda volymen i USA, när den är fylld. 
Fördämningen ligger nära staden Boulder City, en stad som ursprungligen byggdes för att hysa personalen som deltog i dammbyggnadsprojektet. Staden ligger ungefär 5 mil sydost om Las Vegas i staten Nevada . 

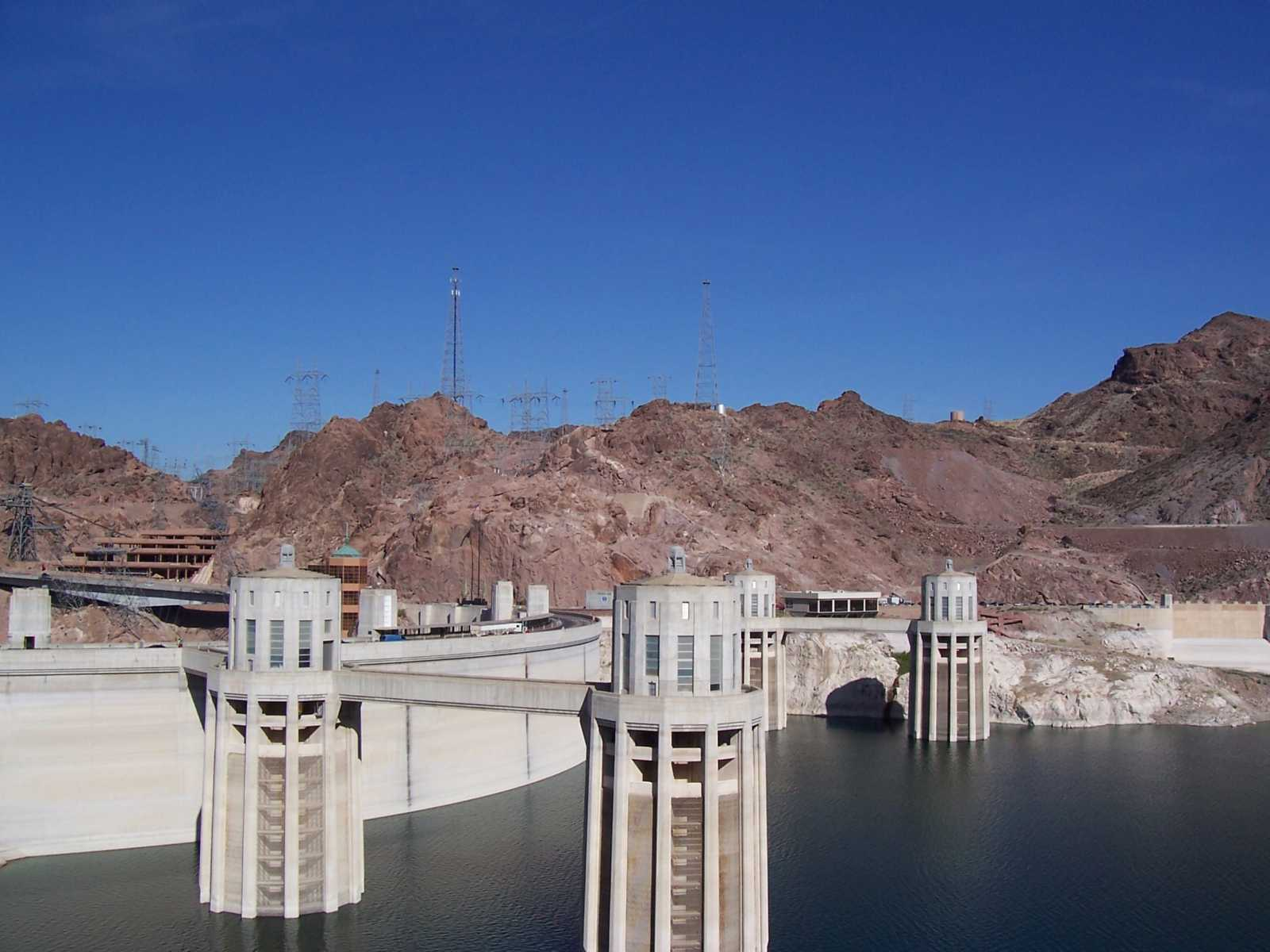
Hooverdammen.

Den intensivt trafikerade vägen U.S. Route 93 löpte tidigare längs dammens krön. Under 2010 öppnades en ny motorvägsbro som leder U.S. Route 93 förbi dammen. Dammen är tillsammans med bron ett av de stora turistmålen i området. Hooverdammen har närmare en miljon besökare per år.   
En kopia av dammen återfinns i TV-spelen Grand Theft Auto San Andreas, Goldeneye: Rogue Agent och Fallout: New Vegas.